# PFM Story
PFM Story è un'antologia della Premiata Forneria Marconi costituita di pezzi esclusivamente eseguiti in studio

## Tracce
1. La carrozza di Hans - 5:40 (da Storia di un minuto, 1972)
2. Impressioni di settembre - 4:20 (da Storia di un minuto, 1972)
3. Generale - 4:13 (da Per un amico, 1972)
4. Appena un po'  - 7:38 (da Per un amico, 1972)
5. È festa - 4:50 (da Storia di un minuto, 1972)
6. L'isola di niente - 10:42 (da L'isola di niente, 1974)
7. La Luna nuova - 6:21 (da L'isola di niente, 1974)
8. Dolcissima Maria - 4:01 (da L'isola di niente, 1974)
9. Si può fare - 4:51 (da Suonare suonare, 1980)
10. Maestro della voce - 5:36 (da Suonare suonare, 1980)
11. Suonare suonare - 4:49 (da Suonare suonare, 1980)
12. Chi ha paura della notte - 4:30 (da Come ti va in riva alla città, 1981)
13. Come ti va - 5:40 (da Come ti va in riva alla città, 1981)
14. Capitani coraggiosi - 5:08 (da PFM? PFM!, 1984)